# شرطة الجزائر
الشرطة الجزائرية تقوم بمهمة حفظ الأمن والنظام العام بالمدن الجزائرية الكبرى والمناطق الحضرية بالإضافة إلى ضمان حماية الاشخاص والممتلكات وكذا التحقيق في الجرائم والقبض على الجناة، كما تؤدي مهام الشرطة الروتينية الأخرى كمراقبة حركة المرور.
يقع جهاز الشرطة الجزائرية تحت قيادة المديرية العامة للأمن الوطني اختصارا DGSN وذلك تحت رعاية وزارة الداخلية، تم إنشاؤها بموجب مرسوم 22 جويلية 1962 لتخلف المديرية العامة للشرطة الوطنية الفرنسية بعيد استقلال الجزائر عن فرنسا.
تم تصنيف الشرطة الجزائرية في المرتبة الخامسة عالميًا من قبل الأنتربول كأحسن شرطة. والسادسة عالميًا من حيث عدد الأفراد مقارنة بعدد السكان من قبل وكالة بلومبرغ الأمريكية.

## تاريخ الشرطة الجزائرية

### التاريخ القديم
إن تتابع الدول التي ظهرت على أرض الجزائر عبر التاريخ جعلها مسرحًا لإنشاء العديد من أجهزة الشرطة وذلك منذ القرون الوسطى:
1. الشرطة الرستمية: أنشأها عبد الرحمان بن رستم مؤسس الدولة الرستمية سنة 160هـ / 776 م بمدينة تيهرت، وقد أوكل مهمة الشرطة إلى نفر من قبيلة نفوسة. استمر هذا الجهاز في العمل طيلة 11 سنة قضاها عبد الرحمان بن رستم في الحكم من 160هـ / 776 م إلى غاية 171هـ / 787 م.[5] وقد استمر تواجد الشرطة واهتمام الأئمة الرستميين بها كما يبدوا ذلك خلال فترة حكم أفلح بن عبد الوهاب ثالث الأئمة الرسميين الذين حكموا تيهرت فقد إهتم بالناحية الإدارية للدولة حيث قام بتعيين الولاة على الأقاليم وكذلك الشرطة والقضاة[6]
2. الشرطة الحمادية: تطورت الشرطة خلال فترة الدولة الحمادية (398-547هـ/1007-1152م) حيث أصبح صاحب الشرطة يخضع إلى سلطة أمير الدولة مباشرة في حين يخضع خلفائه على المدن والمقاطعات لسلطة حاكم المدينة أو المقاطعة دون أي وساطة وذلك لما أصبح للشرطة من مكانة في الدولة.[5] كما أن مهامها توسعت إلى حراسة المدن والموانئ ومداخل العاصمة بالإضافة إلى حماية التجار وممتلكاتهم والمسافرين الأجانب مع القيام بدوريات استطلاع ليلية مصحوبين بالكلاب.[5] وقد تميزت الشرطة الحمادية بتخصيصها سجون للنساء بمعزل عن الرجال وقد أوكلت مهمة إدارتها إلى نساء أمينات[5]
3. الشرطة الزيانية: إتخذت الدولة الزيانية كسابقاتها شرطة لحفظ النظام، عرف صاحب الشرطة خلال هذه الفترة بالحاكم، وقد أوصى الأمير أبو حمو الثاني موسى بن أبي يعقوب إبنه أبا تاشفين في كتابه واسطة السلوك في سياسة الملوك باختيار صاحب الشرطة قائلًا: «يا بني لك أن تتخّير صاحب الشرطة، لأنها عند الملوك أكبر خطة، فتقدم لها من يكون صاحب ديانة، وعفّة، وصيانة، وهمّة، ومكانة، وسياسة ورأي، وفراسة»[5] رسمة للأمير عبد القادر بمتحف فرساي سنة 1852

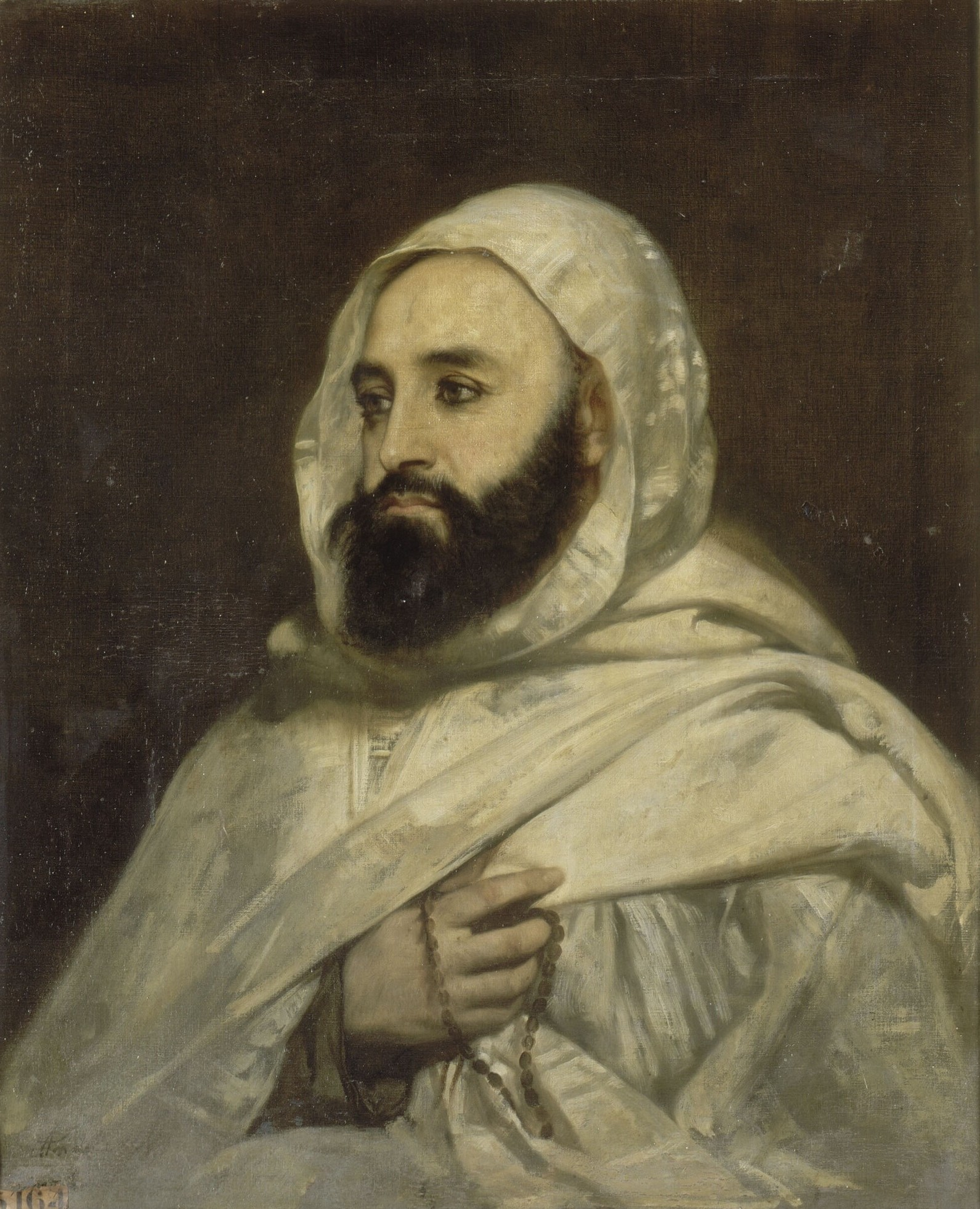
رسمة للأمير عبد القادر بمتحف فرساي سنة 1852

4. الشرطة الجزائرية العثمانية: عرفت الجزائر في العهد العثماني تطورًا نوعيًا لجهاز الشرطة والذي أصبح ينقسم إلى فرعين، شرطة خاصة بالأتراك والكراغلة وشرطة خاصة بالأهالي. كما ضم جهاز الشرطة هيئة تسمى بالشواش وتتبع مباشرة لسلطة الداي وتعمل على توقيف أي باي يتعدى على القانون. استتب امن الأفراد والممتلكات خلال هذه الفترة حتى أن القنصل الأمريكي بالجزائر حينها وليام تشالز (1816/1824) قال في مذكراته: «…أنا أعتقد أنه لا توجد مدينة أخرى في العالم يبدي فيها البوليس نشاطً أكبر مما تبديه الشرطة الجزائرية التي لا تكاد تفلت من رقابتها جريمة ، كما أنه لا يوجد بلد آخر يتمتع فيه المواطن وممتلكاته بأمنٍ أكبر»[5]
5. شرطة دولة الأمير عبد القادر: كان جهاز شرطة دولة الأمير يتكون من أفراد يدعون شواش وكان عتادهم يقتصر على العصي ومهمتم هي حفظ الأمن بشوارع وأحياء المدن وحتى بمعسكرات الجيش المتنقلة. وقد تمكن هذا الجهاز على بساطة عدته من فرض النظام يقول الكولونيل سكوت : «و التّصريح الذّي أدلى به الأمير في سنة 1838م، والذّي جاء فيه أنّ من الممكن للإنسان أن يسافر في أية منطقة في مملكته، وعلى ظهره كيس من الذهب دون أن يتعرض للسّرقة، أو السّطو عليه، تصريح صادق، وصحيح تمامًا، والفرق بين كفاءة حكومة الأمير عبد القادر، وكفاءة الحكومة المغربية في قمع الجرائم، وإقرار الأمن فرق كبير جدًا».[5]

### التاريخ الحديث

مجاد محمد أول مدير عام للأمن الوطني بعد الاستقلال

مرت الشرطة الجزائرية منذ 1962، بخمس مراحل تعاقب على ترأسها، 12 عشر مديرا عاما بفترات متفاوتة مختلفة.
أولها فترة ما قبل الاستقلال وذلك منذ إعلان ثورة التحرير ضد الإحتلال الفرنسي وبالتحديد بعد مؤتمر الصومام حيث ظهرت أولى طلائع الشرطة كما تعرف حديثًا لتواصل تطورها بعد الاستقلال بشكل كبير جدًا:
1. الشرطة الجزائرية أثناء الثورة: تمخض عن مؤتمر الصومام في 20 أوت 1956 تقسيم التراب الوطني إداريًا وإنشاء مصالح من أبرزها مصلحة الشرطة والتي كان يعمل رجالها على جمع المعلومات وتدوينها في رسالة أسبوعية متضمنة في الرسالة الأسبوعية للإستعلامات وهو ما ضمن السير الحسن للثورة.[5]
2. الفترة ما بين 1962-1965: كلف عبد القادر حصار من طرف جبهة التحرير الوطنية بتوظيف المسبلين (وهم العناصر المدنية غير المعروفين لدى مصالح الاستخبارات الفرنسية) للمهام الشرطية والأمنية وذلك للفترة بين 19 مارس إلى 5 جويلية 1962،[7] بعد تعيينه رئيسًا للديوان قام عبد القادر حصار بتعيين مجاد محمد كأول مدير عام للأمن الوطني بتاريخ 5 جويلية 1962 وتم تسليمه المهام يوم 22 جويلية 1962 وهو التاريخ الذي تحتفل فيه الشرطة الجزائرية بيومها الوطني،[7] ترأس المديرية العامة للأمن الوطني خلال هذه الفترة بعد المحامي محمد مجاد كل من السادة يوسفي امحمد، طايبي محمد العربي ويادي محمد الوسيني، وتم خلال هذه الفترة تدشين مدرسة حسين داي لتكوين الإطارات ومدرسة قسنطينة ومدرسة تلمسان ومدرسة سيدي بلعباس.[5]

أحمد دراية المدير العام للأمن اوطني بين 1965 و1977

1. الفترة ما بين 1965 و1970: 1 جوان 1965 عين أحمد دراية مديرا عاما للأمن الوطني والذي كان يشغل منصب قائدًا للهيئة الوطنية للأمن التي تأسست عام 1963 والتي أدمج عناصرها الثلاثة ألآف مع الأمن الوطني في أوت 1965،[5] خلال هذه الفترة انطلقت عدة عمليات توظيف وتكوين كما تم تدشين كل من المدرسة التطبيقية بالصومعة والمدرسة العليا للشرطة بشاطوناف.[5]
2. الفترة ما بين 1970- 1988: عام 1971 تم إنشاء أمن الولايات من أجل تمتين اللحمة بين مختلف مصالح الشرطة كالشرطة القضائية والأمن العمومي والاستعلامات العامة، وفي سنة 1973 تم فتح المجال أمام العنصر النسوي للانضمام للأمن الوطني، كما تم كذلك إنشاء مدرسة أشبال الشرطة بالصومعة وعلى مستوى المدرسة العليا للشرطة تم إنشاء مخبر علمي ومصلحة للطب الشرعي من أجل انطلاقة قوية للشرطة العلمية يتبعها ملحقان إقليميان بوهران وقسنطينة، كما تم تكوين النواة الأولى لتطوير التقنيات المعلوماتية الخاصة بمختلف ميادين الشرطة، سنة 1977 تم تعيين الهادي خضيري مديرًا عاما للأمن الوطني خلفًا للسيد أحمد دراية وذلك حتى سنة 1987.[5]

علي تونسي

1. الفترة الممتدة من 1988 إلى يومنا هذا: بعد أحداث 5 أكتوبر 1988 اتخذت الشرطة مجموعة تدابير ضمن خطة جديدة تضمنت إعادة تنظيم الإدارة المركزية للمديرية العامة للأمن الوطني وتخصص المصالح وكذا إصلاح منظومة التكوين من أجل استعمال عقلاني للإمكانات وتعزيز الوسائل التقنية والعلمية.[5] تعاقب خلال فترة إنطلاق الأعمال الإرهابية مطلع تسعينات القرن العشرين عدة مدراء على الجهاز هم بوزبيد عبد المجيد ولحرش بشير وطولبة أمحمد والعميد أول محمد واضح لكن الجهاز لم يكن على مستوى الجاهزية لتنفيذ المطلوب خلال مواجهة الأعمال الإرهابية.[5] عند دروة اشتداد الأزمة تم تعيين العقيد المتقاعد علي تونسي في 20 مارس 95 مديرًا عامًا للأمن الوطني والذي عمل على احترافية الشرطة الجزائرية وتمكينها من جميع الوسائل التقنية والعلمية الحديثة والعمل على تنظيم الرقابة والتفتيش وكشف الفاسدين وسط الجهاز والعمل على محاسبتهم وهو ما انتهى بمقتله بمكتبه في 25 فيفري 2010 ليتم استخلافه باللواء عبد الغني هامل بتاريخ 7 جويلية 2010.[5]

## التنظيم الإداري للشرطة الجزائرية
تتكون من فروع تنفيذية وتحقيق وخدمات مساندة، وتنتظم الشرطة الجزائرية وفقًا للتنظيم الإداري الوطني كما يلي:

### المصالح المركزية
يقع مقر المديرية العامة للأمن الوطني بنهج محمد ونوري، باب الواد بالجزائر العاصمة وبها تقع كل المديريات والمصالح المركزية للأمن الوطني وهي منظمة على النحو التالي:
- المديريات المختصة:

1. مديرية الشرطة القضائية.
2. مديرية الإستعلامات العامة.
3. مديرية الوحدات الجمهورية للأمن.
4. مديرية الأمن العمومي.
5. مديرية شرطة الحدود والهجرة.

- المديريات التقنية، الإدارية والإسناد:

1. مديرية الموارد البشرية.
2. مديرية المالية والوسائل.
3. مديرية التعليم والمدارس.
4. مديرية الاتصالات السلكية واللاسلكية والإتصال.

- المصالح المركزية:

1. المصلحة المركزية للإتصال والصحافة.
2. المصلحة المركزية للصحة والنشاط الاجتماعي والرياضات.

### المصالح الجهوية

خريطة تبين النواحي التي تنقسم إليها الشرطة الجزائرية

تنتظم مصالح الأمن الوطني جهويًا إلى 5 نواحي وتشرف كل مصلحة جهوية على مجموع أمن الولايات الواقعة في إقليمها وهي:
1. ناحية الشرق: وتقع المراكز الجهوية للأمن بهذه الناحية بمدينة قسنطينة وتشرف على كامل ولايات شرق البلاد.
2. ناحية الوسط: وتقع المراكز الجهوية للأمن بهذه الناحية بمدينة البليدة وتشرف على كامل ولايات وسط البلاد.
3. ناحية الغرب: وتقع المراكز الجهوية للأمن بهذه الناحية بمدينة وهران وتشرف على كامل ولايات غرب البلاد.
4. ناحية الجنوب الشرقي: وتقع المراكز الجهوية للأمن بهذه الناحية بمدينة ورقلة وتشرف على كامل ولايات جنوب شرق البلاد.
5. ناحية الجنوب الغربي: وتقع المراكز الجهوية للأمن بهذه الناحية بمدينة بشار وتشرف على كامل ولايات جنوب غرب البلاد.

وتضم الهياكل الجهوية للأمن الوطني سابقة الذكر المصالح التالية:
- المفتشية الجهوية.
- المصلحة الجهوية للمالية والوسائل.
- المصلحة الجهوية للوسائل التقنية.
- المصلحة الجهوية لشرطة الحدود.
- المصلحة الجهوية لمكافحة المخدرات.
- المجموعة الجهوية للوحدات الجمهورية للأمن.
- الفرقة الجهوية للتحريات حول الهجرة السرية.

### أمن الولاية

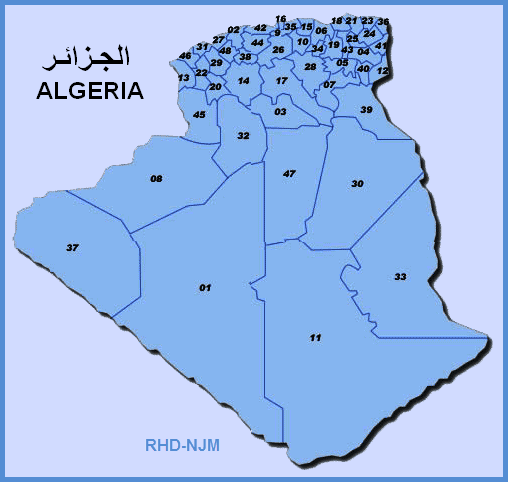
خريطة تبين ولايات الجزائر الـ 48

تم استحداث مديرية أمن الولاية على مستوى كل ولاية سنة 1971 بموجب المرسوم رقم 71-150 المؤرخ في 10 ربيع الثاني 1391 هـ موافق 3 جوان 1971 المتضمن إنشاء أمن الولايات وأمن الدوائر، ويسير أمن الولاية مصالح أمن الدائرات وتنسيقها ومراقبة نشاطها ويكون مقرها بمركز الولاية ويمتد اختصاصها غلى جميع مصالح الأمن التابعة لدائرة الولاية، ويعين من قبل وزير الداخلية رئيس امن الولاية الذي يشرف على تسييرها وهو تحت سلطة الوالي والذي هو مستشاره في مسائل الأمن والنظام العام. ويضمن أمن الولاية عدة مصالح هي:
1. مصلحة الشرطة القضائية
2. مصلحة المواصلات السلكية واللاسلكية
3. مصلحة الصحة والنشاط الاجتماعي والرياضات
4. مصلحة الاستعلامات العامة
5. مصلحة الموارد البشرية
6. مصلحة الأمن العمومي
7. مصلحة الشرطة العامة والتنظيم
8. مصلحة الوسائل التقنية
9. مصلحة شرطة العمران وحماية البيئة

### أمن الدائرة
تم استحداث مصلحة أمن الدائرة على مستوى دوائر الوطن سنة 1971 بموجب المرسوم رقم 71-150 المؤرخ في 10 ربيع الثاني 1391 هـ موافق 3 جوان 1971 المتضمن إنشاء أمن الولايات وأمن الدوائر، وتضمن مصلحة أمن الدائرة محافظات الأمن العمومي والفرق المتنقلة للشرطة القضائية وفرق شرطة الإستعلامات والمصالح الإدارية والمصالح التقنية والمصالح الحضرية للأمن وكذا الاختصاصات المعهودة لهذه المصالح ويكون مقرها بمركز الدائرة ويمتد اختصاصها إلى مجموع تراب هذه الدائرة الإدارية، ويسيرها موظف شرطة تحدد رتبته ويعينه وزير الداخلية، يوضع رئيس مصلحة أمن الدائرة تحت سلطة رئيس الدائرة والذي هو مستشاره في مسائل الأمن والنظام العام.

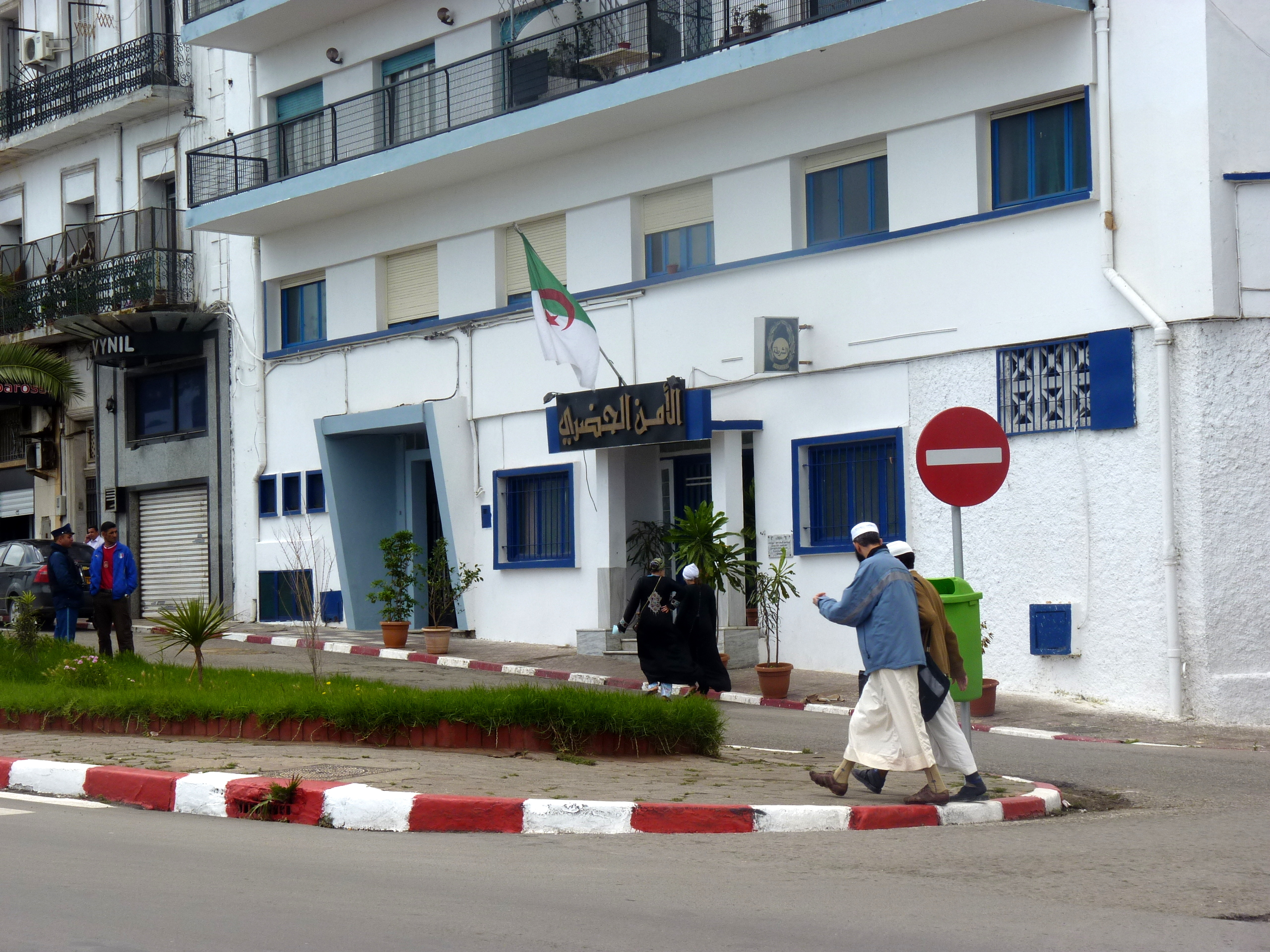
أحد مقار الأمن الحضري بوهران

### الأمن الحضري
يتم إستحداث مصالح الأمن الحضري على مستوى المناطق الحضرية للمدن كلما دعت الضرورة لذلك وعددها يتناسب طرديًا مع حجم المدن، والأمن الحضري كما أمن الدائرة هو امتداد لأمن الولاية، يشرف غالبًا عليه محافظ شرطة وضابط برتبة ملازم أول على الأقل.

### مركز شرطة
يعتبر مركز الشرطة الوحدة الهيكلية الأصغر في جهاز الأمن الوطني ويتواجد على مستوى الموانئ والمطارات والمعابر الحدودية مؤسسات الدولة كالوزارات والملحقات الدبلوماسية كالسفارات وبعض الشركات والمؤسسات العمومية ذات الأهمية البالغة.

## التنظيم الوظيفي (الهيئات الشرطية)
تتكون الشرطة الجزائرية من سبعة هيئات ترتدي الزي الشرطي وهي:

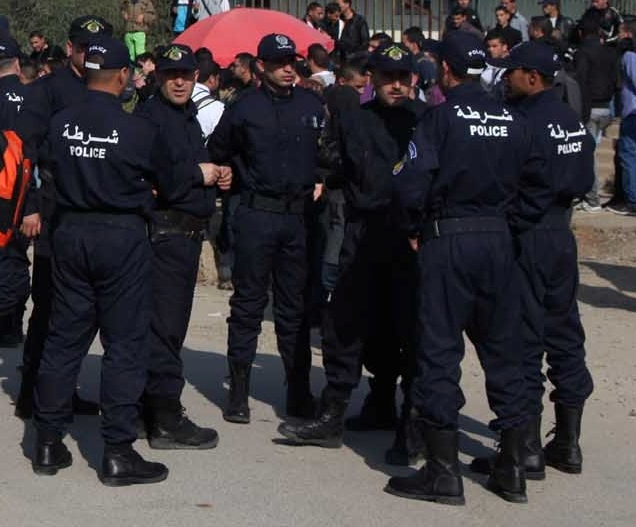
أعوان من الشرطة القضائية

### مصالح الشرطة القضائية للولاية (SWPJ)
وجدت منذ الاستقلال بجميع وحداتها بالإضافة إلى فروعها في أمن الدوائر (شعبة الشرطة القضائية) والأمن الحضري (مكاتب الشرطة القضائية)

### الفرق المتنقلة للشرطة القضائية (BMPJ)
منذ إنشائها في عام 1995 خلال الاضطرابات الإرهابية التي كانت تعيشها البلاد، قام سلك الشرطة الخاصة هذا كونه يتكون من فرق صغيرة متنقلة بقفزة نوعية في مكافحة الجريمة بشتى أنواعها. وتضم الفرق المتنقلة للشرطة القضائية فرقة تسمى فرقة قمع اللصوصية (BRB) وقد تم في سبتمبر 2005 إنشاء فرقة البحث والتدخل (BRI) لتدعم فرقة قمع اللصوصية بالعاصمة ومقرها مركز شرطة وسط مدينة الجزائر وتتكون من موظفي الشرطة القضائية المدربين لهذا النوع من التدخل، ويقتصر اختصاصها على ولاية الجزائر العاصمة.

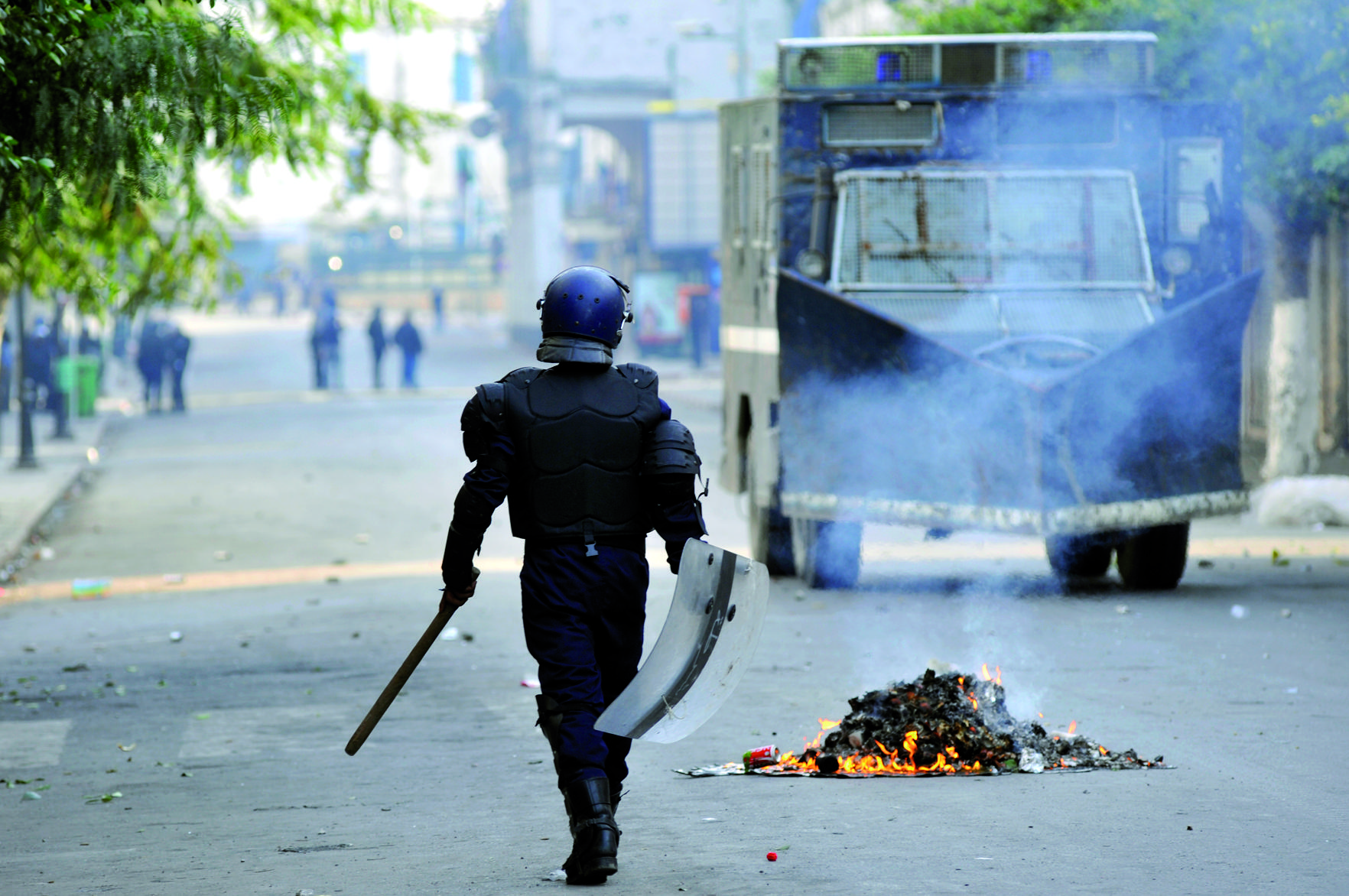
أحد أفراد وحدة الأمن الجمهوري

### فرقة جمهرة العمليات الخاصة للشرطة (GOSP)
فرقة النخبة للشرطة الجزائرية أطلق عليهم اسم جمهرة العمليات الخاصة للشرطة الجزائرية أعلن عنها في الذكرى 54 لتأسيس الشرطة الجزائرية المصادف لتاريخ 22 جويلية من سنة 2016 لولاية وهران وهي تسمية معتمدة مسبقا ضمن صفوف الأمن الوطني وهي تُشير إلى تجميع الوحدات داخل هيكل قايدي واحد وهي قوة مشكلة من نخبة قوات الشرطة أفرادها يتمتعون بتدريب قتالي عالي المستوى مجهزين بأجهزة ووسائل خاصة توكل لهم مهام وعمليات خاصة كما يتميز أفرادها بجاهزية قتالية عالية مستعدون للعمل في كل الظروف وفي كل حدود الاختصاص الإقليمي للأمن الوطني موضوعة تحت السلطة المباشرة لمدير الشرطة القضائية لا يمكن لها التنقل أو العمل إلا بأمر صريح من المدير العام للأمن الوطني ولا تتدخل إلا بأمر من القيادة العليا لها حسب السلم التصاعدي.

### وحدات الأمن الجمهوري (URS)
هي المسؤولة عن الحفاظ وفرض لنظام العام وسلامة وحماية المباني العامة. كما تشارك جنبا إلى جنب مع الأجهزة الأمنية الأخرى في العمليات الكبيرة الحجم للشرطة في إطار مكافحة الجريمة المنظمة وضد أي إخلال بالأمن الوطني.

### الوحدة الجوية للأمن الوطني (UASN)
هي مسؤولة أساسًا على تنظيم حركة المرور والإشراف عليها والبحث عن المركبات والأشخاص المشبوهين بالتنسيق مع المصالح المعنية وإشراك الوسائل التكنولوجية البرية والجوية، من أجل جعل تدخل الشرطة أسرع وأكثر فعالية. هذه الصلاحيات تتوسع أيضا إلى التغطية الجوية للمظاهرات والأحداث الرياضية.

### وحدات الإستعلامات العامة (URG)
وتعمل في البحث عن المعلومات من أجل معرفة وقائية بالإجرام بمختلف أنواعه وجمع وتحليل المعلومات بالإضافة إلى متابعة الحركات الجمعوية والحرص على احترام التنظيمات والقوانين وكذا دراسة ومتابعة الرأي العام الوطني وتقديم المشورة المطلوبة من طرف السلطات المختصة.

### مصلحة حماية وسلامة الشخصيات (SPS)
مهمتها توفير الحماية الأمنية لرجال الأعمال والسياسة والإعلام أو الرياضة وذلك في المنزل أو خلال سفر الأعمال أو الخاص.

### الشرطة العلمية والتقنية (PST)

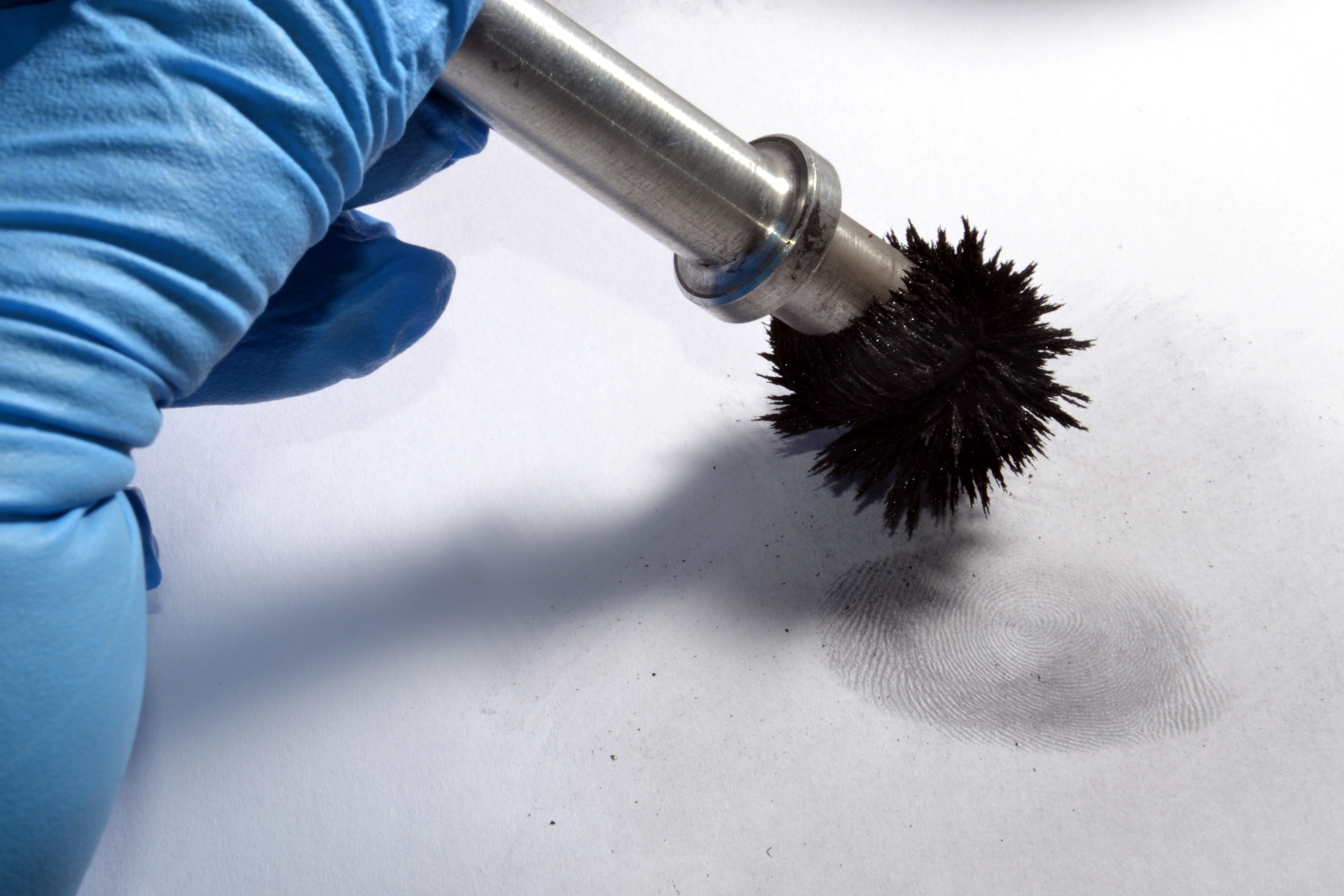
أحد أفراد الشرطة العلمية يقوم بالكشف عن البصمات

كانت بداية الشرطة العلمية خلال سنوات السبعينات من القرن العشرين على مستوى المدرسة العليا للشرطة حيث تم إنشاء مخبر علمي ومصلحة للطب الشرعي من أجل انطلاقة قوية، تبعها فيما بعد ملحقان إقليميان بوهران وقسنطينة.
بعد الاهتمام الكبير الذي حظي به الأمن الوطني من قبل السلطات العمومية وخاصة الشرطة العلمية، أصبح المخبر المركزي للشرطة العلمية والتقنية بمصالحه الـ 15 يحتل المرتبة الثانية إفريقيًا والأولى عربيًا بين مخابر الشرطة.
يتبع المخبر المركزي أربع مخابر جهوية موزعة عبر التراب الوطني وهي:
1. المخبر الجهوي بوهران
2. المخبر الجهوي بقسنطينة
3. المخبر الجهوي ببشار
4. المخبر الجهوي بتمنراست

### شرطة الحدود (PAF)

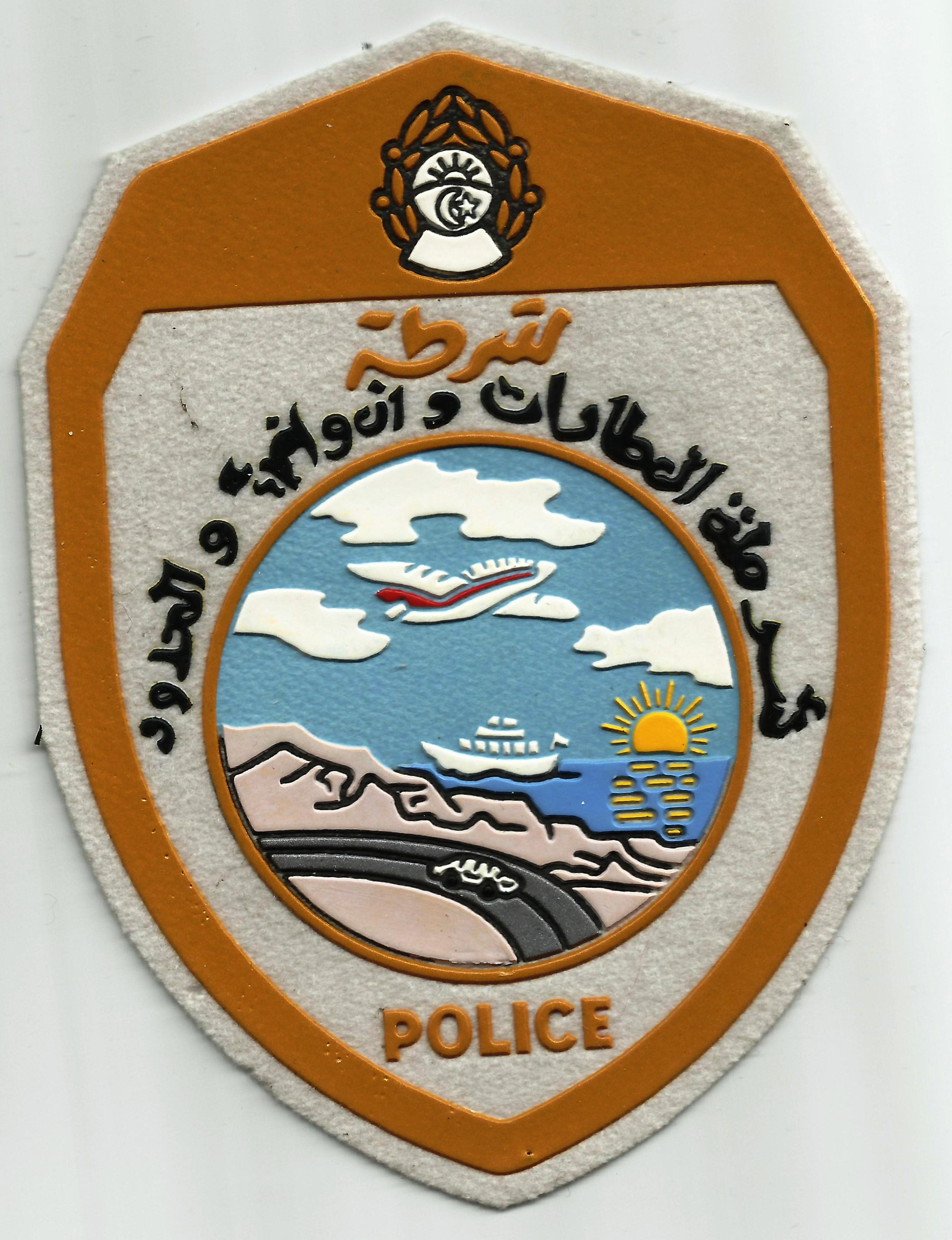
شعار شرطة الحدود

ينتشر أفراد شرطة الحدود في الموانئ والمطارات والمعابر الحدودية البرية حيث يعملون على ضمان أمن هذه المواقع وسلامتها بالإضافة إلى مراقبة حركة الأشخاص والممتلكات وكذا ضمان مراقبة حركة اليسارات والطائرات والسفن والمركبات والسهر على تطبيق النظم الدولية والتشريعات الوطنية المتعلقة بالحدود.
قامت الشرطة الجزائرية أيضًا بإنشاء مصالح جهوية خاصة بمكافحة الهجرة غير الشرعية (BRIEC) في كل من أدرار وتمنراست وإليزي وتلمسان وذلك باعتبارها أكبر منافذ دخول المهاجرين غير الشرعيين من دول الجوار وذلك من أجل التحكم الجيد في القضية.

## مراكز التكوين
تشكلت الشرطة الجزائرية بعد الاستقلال من العناصر الجزائرية التي كانت تعمل بالشرطة الفرنسية بالإضافة إلى حوالي 100 إطار قدموا من تونس والمغرب وحوالي 30 ضابط برتبة محافظ شرطة كانت جبهة التحرير الوطني قد بعثتهم للتكوين بأكاديمية الشرطة بالقاهرة سنة 1960م وقد كانت مساهمت هذه الإطارات كبيرة جدًا في التأطير والتكوين.
بدأ إنشاء هيئات التكوين الشرطية منذ العام 1962 بتأسيس مدرسة حسين داي لتكوين الإطارات ثم عام 1963 مدرستي تلمسان وقسنطينة ثم عام 1964 مدرسة الشرطة بسيدي بلعباس ثم توالى بعد ذلك إنشاء المدارس والمعاهد الشرطية لتبلغ حوالي العشرين.
بعد ذلك توجهت الشرطة الجزائرية نحو تأسيس مدارس تخصصية أكثر احترافية مثل المدرسة التطبيقية بالصومعة عام 1969 ثم المدرسة العليا للشرطة بشاطوناف عام 1970 ثم مدرسة أشبال الشرطة بين سنتي 1974 و1988 وفي الأخير المعهد الوطني للشرطة الجنائية عام 1999 والذي يحتل المرتبة الثانية إفريقيًا والأولى عربيًا بين مخابر الشرطة.

## مهام الشرطة الجزائرية

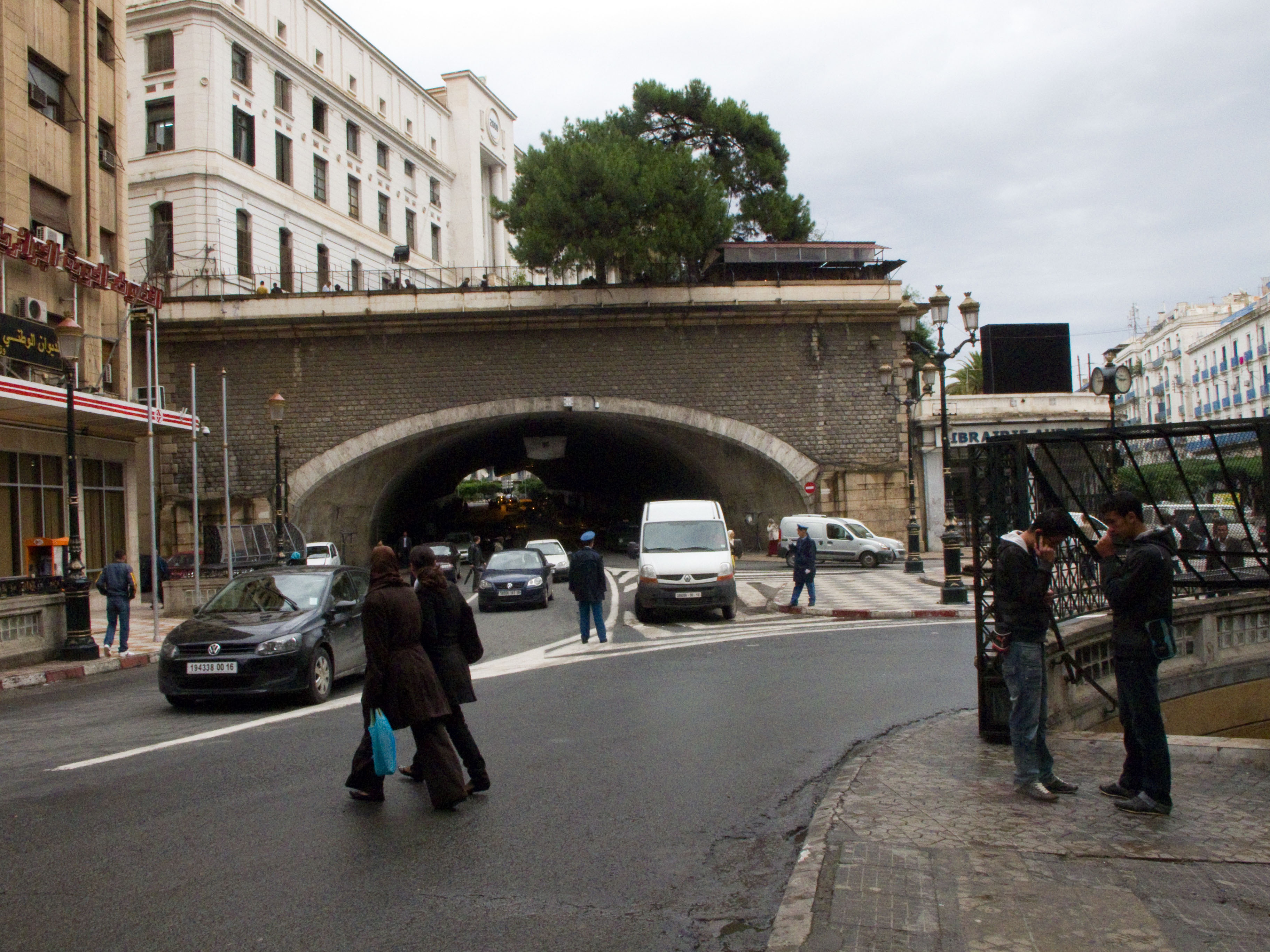
أعوان شرطة يقومون بتنظيم المرورأمام أحد الأنفاق بمدينة الجزائر

تتولى المديرية العامة للأمن الوطني في إطار صلاحياتها السهر على احترام القوانين والتنظيمات لا سيما:
- ضمان حماية الأشخاص والممتلكات،
- التحري ومعاينة المخالفات الجزائية وكذا البحث وإلقاء القبض على مرتكبيها،
- الحفاظ واسترجاع الأمن العمومي،
- البحث عن المعلومات لفائدة السلطات المختصة،
- الوقاية من الجريمة والانحراف،
- مراقبة حركة تدفق الأشخاص على الحدود،
- المساهمة في عمليات أمن الدولة،
- السهر على حماية الموانئ، المطارات وبعض المؤسسات العمومية أو الممثليات الأجنبية،
- ضمان الشرطة الإدارية،
- المشاركة في العمليات الكبرى للدولة في إطار المهام المنوطة بها.

## موظفوا الأمن الوطني
تطور عدد موظفي الشرطة الجزائرية بشكل ملحوظ جدًا كما يوضحه الجدول أدناه، ما جعل الجزائر تحتل المرتبة السادسة عالميًا من حيث عدد الأفراد مقارنة بعدد السكان من قبل وكالة بلومبرغ الأمريكية. ويشمل هذا العدد كل من المستخدمين الشرطيين والمستخدمين الشبيهين.
| السنة                  | 1994   | 2006    | 2010    | 2014    |
| ---------------------- | ------ | ------- | ------- | ------- |
| عدد موظفي الأمن الوطني | 60٬000 | 109٬000 | 170٬000 | 209٬000 |

### المستخدمين الشرطيين ورتبهم
ينقسم أفراد الشرطة الجزائرية إلى 6 أسلاك و11 رتبة وذلك وفق المرسوم التنفيذي رقم 322 - 10 مؤرخ في 16 محرم عام 1432 هـ الموافق 22 ديسمبر سنة 2010م المتضمن القانون الأساسي الخاص بالموظفين المنتمين للأسلاك الخاصة بالأمن الوطني وأدنى هي رتبة عون شرطة (AOP) و أعلى رتبة هي المدير العام للأمن الوطني .
يتطرق نفس المرسوم إلى جميع حقوق وواجبات أسلاك الشرطة المختلفة وبالتفصيل مبينًا طرق التوظيف والتربص والترسيم والترقية والترقية في الدرجة وكذا لزوم الانضباط ويمكن تفصيل ذلك حسب الرتبة كما يلي:
| الأسلاك        | الرتب             | الشارة |
| -------------- | ----------------- | ------ |
| أعوان الشرطة   | عون شرطة          |        |
| حفاظ الشرطة    | حافظ شرطة         |        |
| حفاظ الشرطة    | حافظ أول للشرطة   |        |
| مفتشوا الشرطة  | مفتش شرطة         |        |
| مفتشوا الشرطة  | مفتش رئيسي للشرطة |        |
| ضباط الشرطة    | ملازم أول للشرطة  |        |
| محافظوا الشرطة | محافظ شرطة        |        |
| محافظوا الشرطة | عميد شرطة         |        |
| محافظوا الشرطة | عميد أول شرطة     |        |

1. أعوان الشرطة: ويضم هذا السلك رتبة وحيدة هي رتبة عون شرطة، ويترشح لهذه الرتبة من سنهم بين 19 و25 سنة ويثبتون مستوى الثالثة ثانوي ليتابعوا تكوينًا لمدة سنتين. كما يدمج في هذه الرتبة أعوان النظام العمومي ومحققوا الشرطة المرسمون والمتربصون. ويقوم الأعوان تحت سلطة مسؤوليهم بحفظ واستتباب النظام العام وكذا أمن الأشخاص والممتلكات كما يمكن الاستعانة بهم في مهام الدعم الإداري والتقني.[19]
2. حفاظ الشرطة: يضم هذا السلك رتبتين: حافظ شرطة وحافظ أول للشرطة. 1 يرقى لرتبة حافظ شرطة عن طريق الامتحان المهني أعوان الشرطة الذين يثبتون 5 سنوات خدمة فعلية وتخصص 20 % من المناصب لأعوان الشرطة الذين يثبتون 10 سنوات خدمة فعلية على سبيل الاختيار بعد التسجيل في قائمة التأهيل بالإضافة إلى حفاظ النظام العمومي والمحققون الرئيسيون للشرطة المرسمون والتربصون، ويكلف حفاظ الشرطة بعد فترة التكوين بتوزيع المهام والإشراف المباشر على أعوان الشرطة الموضوعين تحت سلطتهم وذلك بإيصال التعليمات العامة والخاصة وكذا الحرص على تطبيق تعليمات السلطة السلمية وضمان انضباط المجموعة. 2 يرقى لرتبة حافظ أول للشرطة عن طريق الامتحان المهني حفاظ الشرطة الذين يثبتون 5 سنوات خدمة فعلية وتخصص 20 % من المناصب لحفاظ الشرطة الذين يثبتون 10 سنوات خدمة فعلية على سبيل الاختيار بعد التسجيل في قائمة التأهيل بالإضافة إلى حفاظ النظام العمومي الأوائل المرسمون والمتربصون، ويكلف حفاظ أوائل للشرطة بعد فترة التكوين وتحت سلطة مسؤوليهم بمهام التأطير والتنسيق والمراقبة ويمارسون سلطتهم في مجال تخصصهم على حفاظ وأعوان الشرطة وذلك بالحرص على تطبيق توجيهات السلطة السلمية وكذا القيام بالبحث وجمع المعلومات والتحقق منها بالإضافة للمشاركة في نشاطات التكوين.[19]
3. مفتشوا الشرطة: ويضم هذا السلك رتبتي مفتش شرطة ومفتش رئيسي للشرطة. 1 يرقى لرتبة مفتش شرطة عن طريق الامتحان المهني الحفاظ الأوائل للشرطة الذين يثبتون 5 سنوات خدمة فعلية وتخصص 20 % من المناصب للحفاظ الأوائل للشرطة الذين يثبتون 10 سنوات خدمة فعلية على سبيل الاختيار ويكلف مفتشو الشرطة بعد فترة التكوين وتحت إشراف مسؤوليهم السلميين بحفظ واستتباب النظام العام وحفظ أمن الأشخاص والممتلكات كما يمارسون مهام التأطير والتنشيط والتوجيه والتنسيق والمراقبة، كما توكل إليهم مهام ضباط الشرطة القضائية عند حصولهم على هذه الصفة ومساعدة ضباط الشرطة القضائية والقيام بالبحث عن المعلومات وجمعها ومعالجتها والتأكد من وضع التشكيلات الأمنية في إطار صلاحياتهم والمشاركة في نشاطات التكوين.2 يرقى لرتبة مفتش رئيسي للشرطة عن طريق الامتحان المهني مفتشوا الشرطة الذين يثبتون 5 سنوات خدمة فعلية وتخصص 20 % من المناصب لمفتشي الشرطة الذين يثبتون 10 سنوات خدمة فعلية على سبيل الاختيار ويكلف المفتشون الرئيسيون للشرطة بعد فترة التكوين وتحت إشراف مسؤوليهم السلميين بالإضافة إلى مهام مفتشي الشرطة بقيادة فرق التحقيق والتحري والتدخل والتحقق من مطابقة تشكيلات الأمن والأمان والمراقبة وكذا اقتراح التدابير الكفيلة بتحسين مناهج العمل والمشاركة في نشاطات التكوين[19]
4. ضباط الشرطة: يضم هذا السلك رتبة وحيدة هي رتبة ملازم أول للشرطة، يلتحق بهذه الرتبة 1 عن طريق التكوين المتخصص لمدة سنتين للمترشحين المحصور سنهم بين 22 و25 سنة والمتحصلين على شهادة ليسانس تعليم عالي أو مهندس دولة أو شهادة معادلة لهما، 2 تخصص 30 % من المناصب المراد شغلها للامتحان المهني للمفتشين الرئيسيين للشرطة الذين يثبتون 5 سنوات خدمة فعلية بهذه الصفة ووظفوا بصفة مفتشي الشرطة وفقا للمادة 81 (1 و5) من المرسوم التنفيذي رقم 524-91 المؤرخ في 25 ديسمبر سنة 1991. 3 كما تخصص 10 % من المناصب للمفتشين الرئيسيين للشرطة الذين يثبتون 10 سنوات خدمة فعلية ووظفوا بصفة مفتشي الشرطة وفقا للمادة 81 (1 و5) من المرسوم التنفيذي رقم 524-91 المؤرخ في 25 ديسمبر سنة 1991. / يكلف الملازمون الأوائل بعد فترة التكوين وتحت إشراف مسؤوليهم السلميين بحفظ واستتباب النظام العام وحفظ الأشخاص والممتلكات وتوكل لهم مهام القيادة والتنسيق والمراقبة وذلك بممارسة الصلاحيات المتعلقة بصفتهم ضباط للشرطة القضائية وإدارة فرق التحقيق والتدخل ومعالجة المعلومات وتحليلها وإدارة النشاطات المتعلقة بالشرطة الجوارية والمشاركة في نشاطات التكوين.[19]
5. محافظوا الشرطة: يضم هذا السلك ثلاث رتب هي محافظ شرطة وعميد شرطة وعميد أول للشرطة. 1 يلتحق برتبة محافظ شرطة عن طريق الأمتحان المهني الملازمون الأوائل الذين يثبتون 5 سنوات خدمة وتخصص 20 % من المناصب للملازمين الأوائل الذين يثبتون 10 سنوات خدمة فعلية على سبيل الاختيار، بعد دورة التكوين يمارس محافظو الشرطة تحت اشراف مسؤوليهم السلميين بحفظ واستتباب النظام العام وحفظ الأشخاص والممتلكات ويكلفون بهذه الصفة بالقيادة والتنسيق وتنشيط ومراقبة المصالح والوحدات الموضوعة تحت سلطتهم ويكلفون كذلك بالمشاركة في إعداد وتقدير التشكيلات الخاصة بمخططات النشاط ووضعها حيز التنفيذ وممارسة الصلاحيات المتعلقة بصفتهم ضباط للشرطة القضائية وإعداد تقارير تلخيصية دورية متصلة بنشاطهم واقتراح التدابير الكفيلة بتحسين التسيير في ميدانهم والمساهمة في تحديد احتياجات التكوين والمشاركة في نشاطات التكوين. 2 يلتحق برتبة عميد شرطة عن طريق الأمتحان المهني محافظوا الشرطة الذين يثبتون 5 سنوات خدمة وتخصص 20 % من المناصب لمحافظي الشرطة الذين يثبتون 10 سنوات خدمة فعلية على سبيل الاختيار، بعد اجتياز الدورة التكوينية يكلف عمداء الشرطة تحت إشراف مسؤوليهم السلميين بتصميم المخططات والتشكيلات الأمنية وتخطيط النشاطات وتحديد الوسائل والموارد الضرورية بالإضافة إلى تحاليل لإطار العمل وتفتيش ومراقبة وتقييم مصالح الشرطة وتحديد النقائص ومعالجة الإختللات ووضع مخطط الإتصال الداخلي والخارجي حيز التنفيذ وصياغة تقارير النشاطات والحالات والمشاركة في نشاطات التكوين. 3 يلتحق برتبة عميد أول للشرطة عن طريق الأمتحان المهني لعمداء الشرطة الذين يثبتون 5 سنوات خدمة وتخصص 20 % من المناصب لعمداء الشرطة الذين يثبتون 10 سنوات خدمة فعلية على سبيل الاختيار، بعد الدورة التكوينية وبالإضافة لمهام عمداء الشرطة يكلف العمداء الأوائل للشرطة تحت إشراف مسؤوليهم السلميين بمهام القيادة والدراسة والتحليل والمراقبة والتفتيش بالإضافة إلى كشف الرهانات والمخاطر الأمنية وتحديد الأهداف وضبط الأولويات وإعداد الدراسات والتقارير للمساعدة على اتخاذ القرار وتنسيق ومتابعة ومراقبة كل المستويات المكلفة بمهام الأمن الوطني والمساهمة في تطوير منظومة التكوين والمشاركة في التكوين.[19]

### المستخدمين الشبيهين ومهامهم
تستعين الشرطة الجزائرية بأعوان شبهيين وهم موظفون مدنيون يعملون على تقديم الدعم الإداري والتقني العام والتخصصي لكي تتمكن الشرطة من آداء دورها بشكل متميز ونوعي، ويتم توظيفهم وفق المرسوم التنفيذي رقم 323 - 10 مؤرخ في 16 محرم عام 1432 هـ الموافق 22 ديسمبر سنة 2010 م المتضمن الأحكام الخاصة المطبقة على العمال الشبيهين للأمن الوطني.
ويجب على المترشحين لشغل منصب مستخدم شبهي أن تتوفر فيهم شرط بلوغ السن القانونية للعمل (18 سنة) وكذا الجنسية الجزائرية الأصلية وفراغ صحيفة سوابقهم العدلية من أي ملاحظات، وينقسم سلك المستخدمين الشبيهين إلى ثلاث فئات هي:
1. الأسلاك المشتركة للمؤسسات والإدارات العمومية.
2. أسلاك العمال المهنيين وسائقي السيارات والحجاب.
3. كل سلك آخر للموظفين نص قانونه الأساسي على إمكانية وضعه في الخدمة.

ويلتزم الأعوان الشبيهين أثناء أداء مهامهم بضوابط كثيرة أبرزها:
1. طاعة مسؤليهم السلميين في حدود تأدية ما يتعلق بوظائفهم.
2. تأدية كل المهام المرتبطة بمناصب شغلهم مع احترام الضوابط والتنظيمات المعمول بها.
3. الالتزام بالسر المهني في كل ما يتعلق بالوقائع والمعلومات والوثائق التي إطلعوا عليها أثناء تأدية مهامهم، وذلك حتى بعد انتهاء فترة عملهم بسلك الأمن.
4. كما يجب عليهم التحفظ والامتناع عن القيام بأي فعل أو سلوك أو التواجد بأماكن من شأنها المس بسمعة الأمن الوطني.
5. ملزمون بأداء مهامهم بالليل والنهار ويمكن تأجيل أيام العطل والراحة القانونية.
6. يخضع المستخدمون الشبيهون لكل الفحوصات الطبية التي تقررها السلطة السلمية.

من بين أهم الموظفين الذين يسمح قانونهم الأساسي بتوظيفهم في سلك الأمن والذين تعمل الشرطة الجزائرية على إستخدامهم للرفع من مستوى العناية بأفرادها والخدمات المقدمة إليهم نجد:
1. الأطباء العامون: إن ظروف عمل أفراد الشرطة تجعلهم عرضة للأمراض والإصابات وهو ما دفع بالمديرية العامة للأمن الوطني إلى توظيف أطباء يسهرون على أداء هذه المهمة وذلك بغرض التكفل الأحسن بصحة الشرطيين من خلال المتابعات الصحية الروتينية وإحصاء الأمراض المهنية مثل الفتق الأربي وأمراض المفاصل والرضوض وأمراض الأنف والأذن والحنجرة[20] ويعمل الأطباء ضمن مصلحة الصحة والنشاط الاجتماعي والرياضات رفقة أطباء الأسنان والأطباء النفسيون. وقد عملت المديرية العامة للأمن الوطني من أجل تطوير التكفل الصحي بمستخدميها إلى إنشاء مستشفى للأمن الوطني بالجزائر العاصمة بسعة 240 سرير يضم كل المصالح منها مصلحة للإنعاش الطبي ومبنى للاستعجالات الجراحية،[21] كما تم إنشاء ثلاث عيادات جهوية بكل من سيدي بلعباس (30 سرير)، وهران (60 سرير) وقسنطينة (60 سرير) بالإضافة إلى مراكز جهوية للتحاليل الطبية والإستكشاف الإشعاعي بوهران وقسنطينة وعنابة وثلاث مراكز لحماية الأمومة والطفولة ومركز لإعادة التأهيل الطبي و15 مركز طبي اجتماعي، كما تم عقد إتفاقيات مع وزارة الصحة من أجل ضمان التغطية الصحية للأطباء المختصين وتبادل الخبرات والتكوين المستمر لأطباء الأمن الوطني.[20]
2. أطباء الأسنان: تضمن المديرية العامة للأمن الوطني خدمات طب الأسنان لمستخدميها عبر جميع مراكز أمن الولايات من خلال توظيف أطباء أسنان على مستوى مصلحة الصحة والنشاط الاجتماعي والرياضات بالولاية، ويفسر ذلك عدد 314406 زيارة لطبيب الأسنان للشرطيين العاملين والمتقاعدين وذوي الحقوق.[22]
3. الأطباء والأخصائيون النفسيون: أنشأت الوحدة المتخصصة في الطب النفسي العيادي للأمن الوطني سنة 1996 م للعناية حينها ب 45000 موظف شرطة بمعدل طبيب نفسي لكل 3750 موظف.[23] إرتفع عدد الأطباء النفسيين إلى 282 وذلك تباعًا مع ارتفاع عدد أفراد جهاز الشرطة الذين بلغوا حوالي 209000 موظف مطلع 2015 وذلك بمعدل طبيب نفسي لكل 740 موظف شرطة وهذا يدل على تقدم كبير في مستوى الرعاية النفسية مقارنة بعام 1996 م.[23] وتشارك الوحدة النفسية للأمن الوطني في إدارت الأزمات والكوارث التي تلم بالشعب الجزائري أمثال فيضانات باب الواد وزلزال بومرداس وأحداث غرداية.[23] ومن مهام الأطباء النفسيين العاملين بالأمن الوطني، الدعم النفسي للأعوان المكلفين بحفظ النظام ومتابعة ضحايا الحوادث المهنية لمساعدتهم على الاندماج من جديد ومرافقة أسر أفراد ومتقاعدي الشرطة في الحالات الاجتماعية الخاصة والإستقبال والإصغاء كإجراء وقائي لأي عنصر شرطة قد يلاحظ عليه رؤسائه السلميون تغير في السلوك.[23]
4. الممرضون: يعمل الممرضون الذين تم توظيفهم في سلك الأمن الوطني على ضمان الخدمات الشبه طبية وكذا مساعدة الأطباء العامون وأطباء الأسنان والأطباء النفسيون على تأدية مهامهم على مستوى مصلحة الصحة والنشاط الاجتماعي والرياضات.
5. الأطباء البيطريون: يشرف الأطباء البيطريون العاملون في الأمن الوطني على مراقبة وتفتيش اللحوم الحمراء والبيضاء والبيض والألبان ومشتقاتها والمواد الغذائية ذات الأصل الحيواني الموجهة للإستهلاك بمطاعم الشرطة، كما يسهرون على النظافة الصحية لهذه المطاعم ومرفقاتها من مطابخ ونوادي وغرف تبريد وتخزين بالإضافة إلى العاملين وهندامهم وكيفية عملهم وتنظيم محاضرات للتوعية بأهمية النظافة وأمن الأغذية وذلك من أجل محاربة التسممات الغذائية الجماعية التي قد تهدد سلامة أفراد الشرطة وتؤثر على جاهزيتهم للأعمال اليومية المنوطة بهم، وفوق كل ذلك يقوم جزء من الأطباء البيطريين العاملين بالأمن الوطني بمتابعة الحالة الصحية للكلاب البوليسية التابعة لفرقة الأنياب.
6. المهندسون والتقنيون: توظف المديرية العامة للأمن الوطني مهندسين وتقنيين في مجالات السكن والعمران والموارد المائية والأشغال العمومية والمواصلات السلكية واللاسلكية والإعلام الآلي وتخصصات تقنية متعددة أخرى ويعمل هؤلاء المهندسون والتقنيون على الدعم التقني لتسيير البنية التحتية والمشاريع التنموية لجهاز الشرطة وكذا تسيير شبكات الإتصال وأمن المعلومات وغيرها.[24]
7. متصرفون إداريون: ويوظف في هذا المجال الحاصلون على شهادة ليسانس أو شهادة معادلة لها في تخصصات العلوم الإدارية والقانونية والاقتصادية والتجارية والمالية وعلوم التسيير والسياسية والعلاقات الدولية وعلم النفس والاجتماع وعلوم الإعلام والاتصال والعلوم الإسلامية (شريعة وقانون) وغيرهم، ويوظف من هذه التخصصات الحاصلون على الماجستير برتبة متصرف إداري رئيسي، ويعملون في إدارة الشرطة حيث يقدمون الدعم اللازم والضروري سواء في تخصصهم أو فيما يوكل إليهم من مهام.[24] كما يتم توظيف أصحاب مستويات الثانوي في مناصب عون مكتب أو عون إدارة وتوجد مناصب مخصصة للحاصلين على شهادات التكوين أو الكفائة المهنية.[24]
8. مترجمون ويوظف في هذا الميدان المتحصلون على شهادة ليسانس في الترجمة الفورية أو شهادة معادلة.[24]

## القيادة والرقابة

### مدراء الشرطة
يترئس جهاز الشرطة التي قدر عدد أفرادها مطلع عام 2015 بـ 209000، مدير عام يعمل على الإشراف على التسيير العام للقطاع ويساعده في ذلك ثلاث هيئات هي الديوان والأمانة العامة والمفتشية العامة. ويعمل المدير العام على:
1. تمثيل المديرية العامة للأمن الوطني امام الهيئات الوطنية والدولية.
2. توزيع قوات الشرطة عبر الترب الوطني في المهمات الخاصة.
3. تسيير الموارد البشرية والمادية والمالية.

يتبع المدير العام للأمن الوطني ثلاث هياكل هي:
1. الوحدة الجوية للأمن الوطني.
2. أكاديمية الشرطة.
3. المعهد الوطني للبحث الجنائي.

وقد تعاقب على هذا المنصب منذ الاستقلال شخصيات منها عقداء وجنرالات متقاعدون من الجيش الوطني الشعبي مثل ما هو مبين في الجدول أدناه:
| الترتيب | الصورة | المدير العام للأمن الوطني         | مـن           | إلـى           | ملاحظات |
| ------- | ------ | --------------------------------- | ------------- | -------------- | --- |
| 1       |        | مجاد محمد                         | 22 يوليو 1962 | ديسمبر 1962    | |
| 2       |        | يوسفي امحمد                       | يناير 1963    | أكتوبر 1963    | |
| 3       |        | طايبي محمد بلحاج المدعو سي العربي | أكتوبر 1963   | أوت 1964       | (17 ديسمبر 1918 - 6 نوفمبر 1997)                                                                                           |
| 4       |        | يادي محمد الوسيني                 | أوت 1964      | جوان 1965      | |
| 5       |        | دراية أحمد                        | جوان 1965     | أفريل 1977     | (1 ماي 1925 سوق أهراس - 1988 الجزائر العاصمة)                                                                              |
| 6       |        | الهادي خضيري                      | أفريل 1977    | جوان 1987      | (1934 - 29 نوفمبر 2011) |
| 7       |        | بوزبيد عبد المجيد                 | جوان 1987     | جويلية 1990    | |
| 8       |        | لحرش بشير                         | جويلية 1990   | جوان 1991      | |
| 9       |        | طولبة أمحمد                       | جوان 1991     | ماي 1994       | (1940 - 1 ماي 2012 ليون)                                                                                                   |
| 10      |        | محمد واضح                         | ماي 1994      | 20 مارس 1995   | (- 31 ماي 2014 الجزائر) |
| 11      |        | علي تونسي                         | 20 مارس 1995  | 25 فيفري 2010  | عقيد متقاعد من الإستخبارات العسكرية / (27 سبتمبر 1937 - 25 فيفري 2010) مات مقتولًا في مكتبه. (السن عند تولي المنصب: 58 سنةً) |
|         |        | عزيز العفاني                      | 25 فيفري 2010 | 7 جويلية 2010  | عميد أول للشرطة مدير الشرطة القضائية أوكلت له مهام مدير عام للأمن الوطني بالنيابة                                          |
| 12      |        | عبد الغني هامل                    | 7 جويلية 2010 | 27 جوان 2018   | جنرال متقاعد / (3 جويلية 1955 - الآن) (السن عند تولي المنصب: 55 سنةً)                                                       |
| 13      |        | مصطفى لهبيري                      | 26 جوان 2018  | 13 فيفري 2019  | عقيد متقاعد / (1939 - الآن) (السن عند تولي المنصب: 79 سنةً)                                                                 |
| 14      |        | عبد القادر قارة بوهدبة            | 21 فيفري 2019 | 19 سبتمبر 2019 | مراقب شرطة شغل منصب مدير الشرطة القضائية / (2012 - 2016) (السن عند تولي المنصب: 63 سنةً)                                    |
| 15      |        | خليفة أونيسي                      | 25 يوليو 2019 | 15 مارس 2021   | مراقب شرطة شغل منصب مدير شرطة الحدود                                                                                       |
| 16      |        | فريد زيد الدين بن الشيخ           | 15 مارس 2021  | الآن           | مراقب عام للشرطة شغل عدة مناصب آخرها مفتش جهوي لشرطة الوسط                                                                 |

### مراقبو الشرطة
| الأسلاك       | الرتب            | الشارة |
| ------------- | ---------------- | ------ |
| مراقبو الشرطة | مراقب شرطة       |        |
| مراقبو الشرطة | مراقب عام للشرطة |        |

يضم هذا السلك رتبتين: مراقب شرطة ومراقب عام للشرطة. 1 يلتحق برتبة مراقب شرطة عن طريق الأمتحان المهني العمداء الأوائل للشرطة الذين يثبتون 5 سنوات خدمة وتخصص 20 % من المناصب للعمداء الأوائل للشرطة الذين يثبتون 10 سنوات خدمة فعلية على سبيل الاختيار، بعد الدورة التكوينية يمارسون مهام المراقبة والتفتيش والدراسة والاستشارة وإدارة مشاريع الأمن الوطني وبذلك يعتبرون مستشارين للسلطة العليا في تحضير القرار واتخاذه والمشاركة في تحديد الموارد الضرورية لتأدية مهام الأمن الوطني وكذا إدارة وتوجيه مشاريع التطوير وتحسين نظم الإتصال الداخلي والخارجي والمشاركة في وضع أنظمة التقييم والمراقبة. 2 يرقى لرتبة مراقب عام للشرطة عن طريق التسجيل في قائمة التأهيل مراقبوا الشرطة الذين يثبتون 5 سنوات خدمة فعلية بهذه الصفة، بعد الدورة التكوينية يتولى المراقبون العامون للشرطة مهام التدقيق والإستشراف وتسيير الأزمات بالإضافة إلى دراسة الحصائل وتحليلها وتقييمها والقيام بالدراسات الإستراتيجية وعمليات تدقيق التسيير وتصميم مناهج التنسيق بين المصالح واقتراحها زيادة على الدراسات الإستشرافية واقتراح أنظمة المواكبة وتسيير الأزمات.

## علاقة الشرطة بالمواطنين
شهدت علاقة الشرطة الجزائرية بالمواطنين الكثير من التشنجات خصوصًا خلال الانتفاضات الشعبية الكبرى مثل أحداث أكتوبر 1988 الناتجة عن تردي الوضع المعيشي والبطالة المستشرية والاقتصاد المنهار والإقصاء والحرمان والبيروقراطية أو احتجاجات 2011 التي قامت ضد رفع الأسعار وتدني الأوضاع الاقتصادية والاجتماعية. أو خلال تدخلاتها من أجل حماية الأشخاص والممتلكات من المناصرين الغاضبين عقب المباريات الرياضية أو المحتجين عمومًا.
وقد عمل آخر مديرين عامين للأمن الوطني خلال عهداتهم على تلميع صورة الشرطة وتقريبها من المواطن وذلك من خلال التنازل عن استلام منحة تأمين وتسيير وتنظيم اللقاءات الرياضية للمباريات لصالح أعوان الملاعب وحدد تدخل قوات الشرطة فقط في حال الإخلال بالنظام العام والمساس بالممتلكات وذلك نظرًا لما تكبدته الشرطة من خسائر مادية وبشرية لتأمين هذه المناسبات الرياضية. وكذا المشاركة في جميع المناسبات الوطنية وتنظيم الأيام المفتوحة لمصالح الشرطة ليتمكن المواطن من التعرف عنها عن قرب وكذا تنظيم زيارات للأطفال والتلاميد لمراكز الأمن أو من خلال تنظيم الأيام التحسيسية، بالإضافة إلى توجيه تعليمات مركزية صارمة لحسن التعامل مع المواطنين وحسن الخدمة.
- زيارة مجموعة من تلاميذ المدارس لمقر الشرطة
- جانب من احتجاجات 2011

## وسائل الشرطة الجزائرية
| السلاح                      | صورة        | بلد الأصل/الشراء | النوع                    |             |             |             |
| أسلحة فردية                 | أسلحة فردية | أسلحة فردية      | أسلحة فردية              | أسلحة فردية | أسلحة فردية | أسلحة فردية |
| --------------------------- | ----------- | ---------------- | ------------------------ | ----------- | ----------- | ----------- |
| غلوك 17                     |             | النمسا           | مسدس نصف آلي             |             |             |             |
| بيريتا 92                   |             | إيطاليا          | مسدس نصف آلي             |             |             |             |
| إيه كيه إم                  |             | الاتحاد السوفيتي | بندقية اقتحام            |             |             |             |
| الدراجات                    |             |                  |                          |             |             |             |
| BMW R 1100 RT               |             | ألمانيا          | دراجة نارية              |             |             |             |
| BMW K 1100 RT               |             | ألمانيا          | دراجة نارية              |             |             |             |
| مروحيات                     |             |                  |                          |             |             |             |
| يوروكوبتر إيه إس 550 فنك    |             | فرنسا            | مروحية متعددة الأغراض    |             |             |             |
| أغستاوستلاند إيه دبليو 109  |             | إيطاليا          | مروحية متعددة الأغراض    |             |             |             |
| سيارات                      |             |                  |                          |             |             |             |
| فولكسفاغن بولو V            |             | ألمانيا          | سيارة دورية              |             |             |             |
| فولكسفاغن غولف              |             | ألمانيا          | سيارة دورية              |             |             |             |
| فولكسفاغن كادي              |             | ألمانيا          | سيارة نقل                |             |             |             |
| مرسيدس بنز الفئة جي         |             | الجزائر          | سيارة دورية              |             |             |             |
| مرسيدس بنز فيتو             |             | ألمانيا          | سيارة دورية ونقل معتقلين |             |             |             |
| بيجو ريفتر                  |             | 🇫🇷 فرنسا         | سيارة دورية ونقل معتقلين |             |             |             |
| نيسان باترول                |             | اليابان          | سيارة دورية وتدخل        |             |             |             |
| تويوتا لاند كروزر           |             | اليابان          | سيارة دورية وتدخل        |             |             |             |
| تويوتا ستايشن               |             | اليابان          | سيارة مطاردة             |             |             |             |
| تويوتا ستايشن كابينة مزدوجة |             | اليابان          | سيارة نقل ومطاردة        |             |             |             |
| إيفيكو دايلي                |             | إيطاليا          | سيارة نقل وحشد           |             |             |             |